# Rosières-en-Santerre
Rosières-en-Santerre é uma comuna francesa na região administrativa de Altos da França, no departamento de Somme. Estende-se por uma área de 12,98 km². Em 2010 a comuna tinha 3 026 habitantes (densidade: 233,1 hab./km²).